# Wiktor Andrzej Daszewski

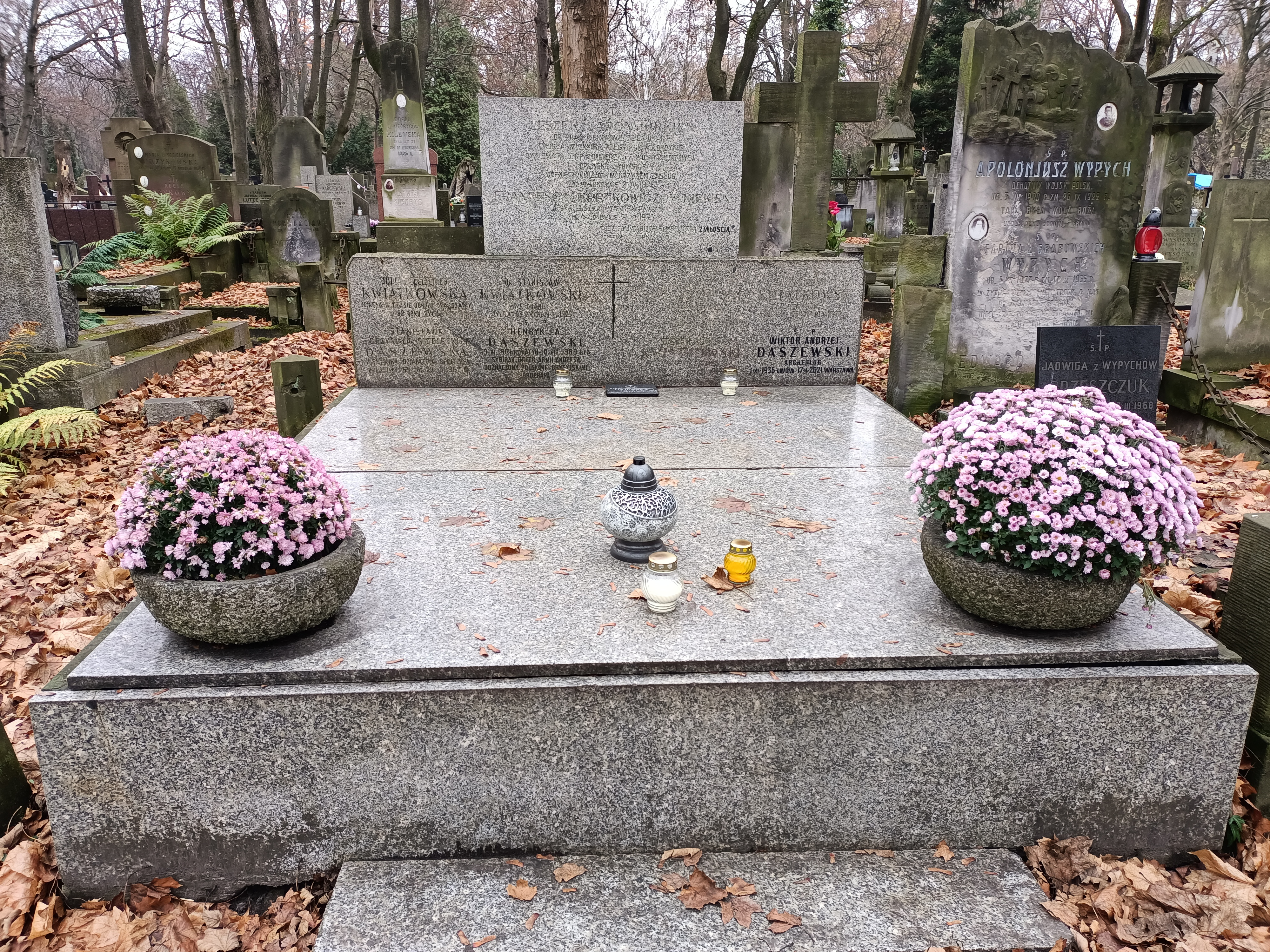
Nagrobek Wiktora Daszewskiego na Cmentarzu Powązkowskim

Wiktor Andrzej Daszewski (ur. 1 listopada 1936 w Horodysławicach, zm. 17 stycznia 2021 w Warszawie) – polski archeolog, historyk sztuki, doktor habilitowany, profesor Uniwersytetu Warszawskiego, pracownik Instytutu Archeologii UW, w latach 1967–1980 sekretarz naukowy Stacji Archeologii Śródziemnomorskiej UW w Kairze., w latach 1971–1997 kierownik badań wykopaliskowych m.in. w Nea Pafos na Cyprze oraz w Marina el-Alamein w Egipcie.

## Życiorys
W latach 1956–1961 studiował archeologię i historię sztuki na Uniwersytecie Warszawskim pod okiem profesora Kazimierza Michałowskiego, twórcy polskiej szkoły archeologii śródziemnomorskiej.
Od 1966 pod kierownictwem prof. Michałowskiego, a od 1971 do 2007 już samodzielnie, przewodził polskiej misji archeologicznej w Nea Pafos, gdzie odkryto starożytne rzymskie mozaiki.
Został wyróżniony Nagrodą Afrodyty, przyznawaną przez miasto Pafos.
W 2011 obchodził jubileusz 75-lecia urodzin i 50-lecia pracy naukowo-badawczej. Z tej okazji Centrum Archeologii Śródziemnomorskiej UW przygotowało jubileuszową księgę Classica Orientalia. Essays Presented to Wiktor Andrzej Daszewski on his 75th Birthday, która ukazała się nakładem CAŚ UW i Wydawnictwa DiG. Znalazło się w niej 29 artykułów autorstwa uczniów i współpracowników Daszewskiego.
Od 25 maja do 30 listopada 2015 w Nikozji w Muzeum Archeologicznym Cypru czynna była wystawa „50-lecia Polskiej Misji Archeologicznej na Cyprze”, w której otwarciu uczestniczył m.in. Daszewski.